# Santa Maria Assunta
Santa Maria Assunta ist die italienische Bezeichnung für Mariä Aufnahme in den Himmel. Es folgen zwei Listen von auf diesen Namen geweihten Kirchengebäuden, aufgeteilt nach Ländern.

## Italien
- Acqui Terme: Santa Maria Assunta (Acqui Terme)
- Acerra: Santa Maria Assunta (Acerra)
- Acerenza: Cattedrale di Santa Maria Assunta e San Canio
- Adria: Santa Maria Assunta (Adria)
- Alife: Santa Maria Assunta (Alife)
- Altamura: Santa Maria Assunta (Altamura)
- Alverna: Basilica di Santa Maria Assunta (Alverna)
- Andria: Santa Maria Assunta (Andria)
- Aquileia: Basilica di Santa Maria Assunta (Aquileia)
- Ariano Irpino: Cattedrale di Santa Maria Assunta
- Ariccia: Santa Maria Assunta (Ariccia)
- Asti: Santa Maria Assunta (Asti)
- Atri: Santa Maria Assunta (Konkathedrale Bistum Teramo-Atri)
- Avellino: Santa Maria Assunta (Avellino)
- Bovino: Santa Maria Assunta (Bovino)
- Brescia: Santa Maria Assunta (Brescia)
- Camogli: Basilica di Santa Maria Assunta (Camogli)
- Capua: Cattedrale di Santa Maria Assunta
- Carpi: Basilica di Santa Maria Assunta
- Castel di Sangro: Basilica di Santa Maria Assunta (Castel di Sangro)
- Cervia: Concattedrale di Santa Maria Assunta
- Chioggia: Cattedrale di Santa Maria Assunta
- Cividale del Friuli: Santa Maria Assunta (Cividale del Friuli)
- Clusone: Basilica di Santa Maria Assunta (Clusone)
- Como: Santa Maria Assunta (Como)
- Conversano: Cattedrale di Santa Maria Assunta
- Crema: Santa Maria Assunta (Crema)
- Cremona: Santa Maria Assunta (Cremona)
- Crotone: Cattedrale di Santa Maria Assunta
- Dumenza: Santuario B.V. Maria Assunta in Trezzo
- Esine: Santa Maria Assunta (Esine)
- Fano: Cattedrale di Santa Maria Assunta
- Fermo: Cattedrale di Santa Maria Assunta
- Foggia: Beata Maria Vergine Assunta in Cielo
- Gaeta: Cattedrale dei Santi Erasmo e Marciano e di Santa Maria Assunta
- Gallarate: Santa Maria Assunta (Gallarate)
- Galzignano Terme: Santa Maria Assunta (Padova)
- Gandino: Santa Maria Assunta (Gandino)
- Gemona del Friuli: Santa Maria Assunta (Gemona del Friuli)
- Genua: Basilica di Santa Maria Assunta (Genua)
  - Sestri Ponente: Nostra Signora Assunta (Genua)
- Gravina in Puglia: Santa Maria Assunta (Gravina in Puglia)
- Ivrea: Cattedrale di Santa Maria Assunta
- Jesolo: Santa Maria Assunta (Jesolo)
- Lodi: Cattedrale di Santa Maria Assunta
- Lucera: Santa Maria Assunta (Lucera)
- Melfi:  Cattedrale di Santa Maria Assunta
- Messina: Kathedrale von Messina
- Modena: Santa Maria Assunta in Cielo e San Geminiano
- Montalto delle Marche: Concattedrale di Santa Maria Assunta
- Muggia: Basilica di Santa Maria Assunta
- Nardò: Cattedrale di Santa Maria Assunta
- Neapel: Cattedrale di Santa Maria Assunta
- Nola: Cattedrale di Santa Maria Assunta
- Novara: Cattedrale di Santa Maria Assunta
- Oria: Cattedrale di Santa Maria Assunta
- Oristano: Santa Maria Assunta
- Orta San Giulio: Santa Maria Assunta (Orta San Giulio)
- Orte: Santa Maria Assunta (Orte)
- Orvieto: Santa Maria Assunta (Orvieto)
- Padua: Cattedrale di Santa Maria Assunta
- Parma: Cattedrale di Santa Maria Assunta
- Perugia: Santa Maria di Monteluce
- Pesaro: Cattedrale di Santa Maria Assunta
- Piacenza: Santa Maria Assunta (Piacenza)
- Pienza: Santa Maria Assunta (Pienza)
- Pisa: Santa Maria Assunta (Pisa)
- Potenza: Cattedrale di Santa Maria Assunta e San Gerardo Vescovo
- Randazzo: Santa Maria Assunta (Randazzo)
- Reggio Calabria: Maria Santissima Assunta (Reggio Calabria)
- Rieti: Cattedrale di Santa Maria Assunta
- Rom: Santa Maria Assunta e San Giuseppe a Primavalle
- Sarzana: Santa Maria Assunta (Sarzana) (Konkathedrale Bistum La Spezia-Sarzana-Brugnato)
- Savona: Cattedrale di Santa Maria Assunta
- Siena: Santa Maria Assunta (Siena)
- Spoleto: Santa Maria Assunta (Spoleto)
- Teramo: Santa Maria Assunta (Kathedrale Bistum Teramo-Atri)
- Torcello: Santa Maria Assunta
- Trani: Kathedrale von Trani
- Troia: Santa Maria Assunta (Troia)
- Urbino: Cattedrale di Santa Maria Assunta
- Valconasso: Santa Maria Assunta (Valconasso)
- Venedig
  - Cannaregio: Santa Maria Assunta (Venedig, Cannaregio)
  - Malamocco: Santa Maria Assunta (Malamocco)
- Vergato: Santa Maria Assunta (Riola)
- Ventimiglia: Santa Maria Assunta (Ventimiglia)
- Vieste: Concattedrale di Santa Maria Assunta (Konkathedrale Erzbistum Manfredonia-Vieste-San Giovanni Rotondo)
- Volterra: Cattedrale di Santa Maria Assunta

## Schweiz
- Santa Maria Assunta in Arbedo-Castione, Canton Ticino
- Santa Maria Assunta in Bellinzona (Claro), Ticino
- Santa Maria Assunta in Bellinzona-Giubiasco, Ticino
- Santa Maria Assunta in Breggia TI-Caneggio, Ticino
- Santa Maria Assunta in Brione, Ticino
- Santa Maria Assunta in Santa Maria in Calanca, Graubünden
- Santa Maria Assunta in Capriasca, Ticino
- Santa Maria Assunta in Centovalli (Borgnone), Ticino
- Santa Maria Assunta e di San Giovanni Battista in Cevio, Ticino
- Santa Maria Assunta in Faido-Chiggiogna, Ticino
- Santa Maria Assunta in Fusio, Ticino
- Santa Maria Assunta in Locarno, Ticino
- Santa Maria Assunta in Lugano (Torello-Carona), Ticino
- Santa Maria Assunta in Lugano (Villa Luganese), Ticino
- Santa Maria Assunta in Maggia TI (Giumaglio), Ticino
- Chiesa dell’Assunta in Mendrisio-Tremona, Ticino
- Santa Maria Assunta in Onsernone-Russo, Ticino
- Santa Maria Assunta in Orselina, Ticino
- Santa Maria Assunta in Rovio, Ticino
- Santa Maria Assunta in Serravalle TI-Semione, Ticino
- Santa Maria Assunta in Sorengo, Ticino
- Santa Maria Assunta in Terre di Pedemonte, Ticino